# Фейрборн (Огайо)
Фейрборн (англ. Fairborn) — місто (англ. city) в США, в окрузі Грін штату Огайо. Населення — 34 510 осіб (2020).

## Географія
Фейрборн розташований за координатами 39°47′43″ пн. ш. 84°0′41″ зх. д. / 39.79528° пн. ш. 84.01139° зх. д. (39.795267, -84.011271).  За даними Бюро перепису населення США в 2010 році місто мало площу 34,11 км², з яких 34,08 км² — суходіл та 0,02 км² — водойми. В 2017 році площа становила 37,75 км², з яких 37,71 км² — суходіл та 0,03 км² — водойми.

## Демографія
Згідно з переписом 2010 року, у місті мешкали 32 352 особи в 14 306 домогосподарствах у складі 7995 родин. Густота населення становила 949 осіб/км².  Було 15893 помешкання (466/км²).
Расовий склад населення:
| - 84,8 % — білих - 7,7 % — чорних або афроамериканців - 3,1 % — азіатів - 0,3 % — корінних американців - 0,1 % — вихідців з тихоокеанських островів |

До двох чи більше рас належало 3,1 %. Частка іспаномовних становила 2,4 % від усіх жителів.
За віковим діапазоном населення розподілялося таким чином: 20,4 % — особи молодші 18 років, 66,4 % — особи у віці 18—64 років, 13,2 % — особи у віці 65 років та старші. Медіана віку мешканця становила 32,4 року. На 100 осіб жіночої статі у місті припадало 95,8 чоловіків;  на 100 жінок у віці від 18 років та старших — 92,5 чоловіків також старших 18 років.
Середній дохід на одне домашнє господарство  становив 54 353 долари США (медіана — 41 618), а середній дохід на одну сім'ю — 67 338 доларів (медіана — 55 440). Медіана доходів становила 46 521 долар для чоловіків та 33 062 долари для жінок. За межею бідності перебувало 23,1 % осіб, у тому числі 32,2 % дітей у віці до 18 років та 8,8 % осіб у віці 65 років та старших.
Цивільне працевлаштоване населення становило 15 760 осіб. Основні галузі зайнятості: освіта, охорона здоров'я та соціальна допомога — 22,2 %, роздрібна торгівля — 15,1 %, науковці, спеціалісти, менеджери — 13,7 %, мистецтво, розваги та відпочинок — 12,4 %.